# Ernst Friedrich Schumacher
Ernst Friedrich Schumacher, detto Fritz (Bonn, 16 agosto 1911 – Svizzera, 4 settembre 1977), è stato un economista, filosofo e scrittore tedesco.

## Biografia
E.F. Schumacher fu un influente filosofo ed economista, arrivò in Inghilterra prima della seconda guerra mondiale, non aveva nessuna intenzione di vivere sotto il nazismo. Durante la guerra, fu internato in una "fattoria isolata" inglese come un "nemico alieno". In questi anni, conquistò l'attenzione di John Maynard Keynes, con un articolo intitolato Multilateral Clearing che aveva scritto tra i turni di lavoro nel campo di internamento. Keynes riconobbe l'intelligenza e le capacità del giovane tedesco, tanto che lo fece liberare. Durante la seconda guerra mondiale Schumacher contribuì all'organizzazione della ripresa finanziaria ed economica del governo britannico, e Keynes lo raccomandò per una posizione all'Università di Oxford.
Continuò gran parte della sua attività come consulente economico del National Coal Board in Gran Bretagna, che gestiva l'estrazione del carbone dopo la nazionalizzazione delle miniere. Le sue idee si diffusero principalmente nel mondo anglosassone durante gli anni settanta. È conosciuto soprattutto per la sua critica alle economie occidentali e per le sue proposte per l'adozione di tecnologie umane, decentralizzate ed appropriate. Secondo The Times Literary Supplement, il suo libro Small Is Beautiful (Piccolo è bello) si colloca fra i 100 libri più influenti pubblicati dopo la Seconda guerra mondiale.
Il libro fu tradotto in molte lingue e rese famoso il suo autore che da allora fu invitato a tenere conferenze in convegni internazionali e presso varie Università. Nel 1977 pubblicò A Guide For The Perplexed nel quale criticò lo scientismo materialista ed esplorò la natura e l'organizzazione della conoscenza. Schumacher negli ultimi anni della sua vita diede interviste e pubblicò articoli. Si dedicò ad una delle sue grandi passioni della sua vita: il giardinaggio. Morì per un attacco cardiaco il 4 settembre 1977 su un treno fra Ginevra e Losanna mentre si trovava in Svizzera per una serie di conferenze. Da due mogli ebbe otto tra figlie e figli.

## Il pensiero
Schumacher rifiutò il materialismo, il capitalismo e l'agnosticismo moderno e contemporaneamente fu attratto dalla religione, soprattutto dal Buddhismo. Tuttavia, a partire dagli anni cinquanta, il suo pensiero fu influenzato in modo significativo dal Cattolicesimo. Mise in rilievo le similitudini fra la sua visione economica e gli insegnamenti contenuti nelle encicliche papali che trattavano aspetti economici, dalla Rerum Novarum di Papa Leone XIII alla Mater et Magistra di Papa Giovanni XXIII così come la teoria del distributismo sostenuta da pensatori cattolici quali Gilbert Keith Chesterton, Hilaire Belloc e Vincent McNabb. Dal punto di vista filosofico fu influenzato dal Tomismo, che proponeva un sistema oggettivo in contrasto con il soggettivismo e il relativismo che caratterizza la filosofia e la società moderna. Si interessò anche alla tradizione del misticismo cristiano, approfondendo gli scritti di Teresa d'Avila e di Thomas Merton. Nel 1971, si convertì al Cattolicesimo.